# Frankfurter Rezess
Als Frankfurter Rezess (für Kompositionsschrift oder Buch) bezeichnet man eine von Philipp Melanchthon entworfene und von seinem Schüler Ulrich Sitzinger redigierte Erklärung, in der mehrere deutsche Fürsten sich 1558 zur Augsburgischen Konfession und ihrer Apologie bekannten. In dieser Erklärung sprachen sie sich auch in einem vermittelnden Ton zu den innerkirchlichen Streitigkeiten der Protestanten aus.
Unterzeichner waren:
- Kurfürst Ottheinrich von der Pfalz
- Herzog August von Sachsen
- Markgraf Joachim II. von Brandenburg
- Pfalzgraf Wolfgang von Pfalz-Zweibrücken
- Herzog Christoph von Württemberg
- Landgraf Philipp von Hessen

Herzog Johann Friedrich von Sachsen ließ durch Matthias Flacius dem Frankfurter Rezess das Konfutationsbuch entgegenstellen.